# Ноак, Гюнтер
Гюнтер Ноак (нем. Günther Noack; 24 декабря 1912 года, Будапешт, Венгрия — 3 мая 1991 года) — фигурист из Германии, бронзовый призёр чемпионатов мира 1938—1939 годов, бронзовый призёр чемпионата Европы 1938—1939 годов, двукратный чемпион Германии 1942—1943 годов в парном катании.
Выступал с Гердой Штраух и Инге Кох.

## Спортивные достижения
(с Инге Кох)
| Соревнования/Сезоны | 1937 | 1938 | 1939 |
| ------------------- | ---- | ---- | ---- |
| Чемпионаты мира     | 5    | 3    | 3    |
| Чемпионаты Европы   | 5    | 3    | 3    |
| Чемпионаты Германии | 2    | 2    |      |

(с Гердой Штраух)
| Соревнования/Сезоны | 1941 | 1942 | 1943 |
| ------------------- | ---- | ---- | ---- |
| Чемпионаты Германии | 3    | 1    | 1    |